# Fiesta (Il sole sorgerà ancora)
Fiesta (Il sole sorgerà ancora) (The Sun Also Rises) è il primo romanzo dello scrittore statunitense Ernest Hemingway. Venne pubblicato a New York nel 1926.
Il libro racconta le vicende di un gruppo di amici, americani e britannici, residenti a Parigi. Per l'estate hanno organizzato una vacanza in Spagna, per pescare sui Pirenei occidentali e per assistere alla festa di San Firmino di Pamplona, nota per le sue corride.
Il protagonista del romanzo, Jacob Barnes (Jake), è un giornalista, inviato a Parigi. Innamorato di Brett, ovvero Lady Brett Ashley, conosciuta in un ospedale inglese in cui lei era infermiera e lui in convalescenza dopo aver subito una ferita in guerra, è impossibilitato ad averla, proprio a causa della ferita. Brett è bella ed è disponibile. Sta per sposare Mike Campbell ma non si nega ad altre relazioni, ponendosi come forza disgregatrice del gruppo. Una volta a Pamplona Brett si lascia andare alla passione con un giovane torero, Pedro Romero, e alla fine della fiesta spagnola il gruppo è ridotto in macerie. La vita riprenderà con i soliti ritmi una volta che tutti saranno rientrati a Parigi.

## Trama
Robert Cohn è un giovane scrittore statunitense di religione ebraica. Arrivato in Europa su iniziativa della sua fidanzata, Frances, dopo aver compiuto il Grand Tour si ferma a Parigi, dove frequenta altri americani, per lo più artisti. La prima guerra mondiale è terminata da non molto e Parigi è una città vivace e accogliente, con i suoi caffè, l'alcol, i mille svaghi. Robert è presentato come una persona timida e per bene, succube delle donne. 
Il primo romanzo di Robert Cohn viene pubblicato, ed egli rientra negli Stati Uniti per promuoverlo. Questo viaggio genera una crisi tra Robert e Frances. Lui si rende conto di poter essere indipendente da Frances, e lei, che sperava di concludere un matrimonio vantaggioso, confida a Jake che ormai sono a un passo dalla rottura.
Una sera Jake, in vena di romanticismo e stufo di essere solo, invita a cena una prostituta, Georgette. Al ristorante incontra una folta compagnia di compatrioti, i quali lo invitano insieme a Georgette a una serata danzante. La balera è un semplice locale adattato a "club danzante", ma la serata vede l'incontro di Brett e di Robert Cohn, incontro che sarà foriero di una serie di conseguenze.
Robert capisce di essersi innamorato della giovane donna conosciuta al ballo e a causa sua ha un'accesa discussione con Jake; Brett intanto continua a tormentare Jake col suo comportamento allegro, ma quando lui le offre di vivere insieme malgrado i ripetuti tradimenti, lei rifiuta.
Frances è partita per l'Inghilterra in visita da amici e Jake può stare finalmente un po' tranquillo. In quel periodo arriva direttamente da New York anche Bill Gorton, un vecchio amico di Jake, e insieme progettano una vacanza in Spagna, dove pensano di trascorrere una settimana di pesca lungo i fiumi montuosi dei Paesi Baschi e poi una settimana a Pamplona per la Fiesta di San Fermin. A Bayonne si fermano per una battuta di pesca: Jake e Bill si godono così cinque giorni d'armonia e tranquillità pescando per i torrenti vicino Burguete, nella zona collinosa a nordest di Pamplona.
Quando il gruppo, al quale si è unito, oltre a Robert, anche il futuro marito di Brett, Mike Campbell (appena giunto dalla Scozia), si trasferisce a Pamplona per assistere alla corrida, i protagonisti si separano e un poco alla volta cominciano tutti a bere pesantemente; la presenza di Robert provoca oltretutto scherni ed osservazioni antisemite. A questo punto l'uomo, ex campione di boxe al college, prima litiga furiosamente e poi fa direttamente a cazzotti sia con Jake che con Mike.
All'indomani della festa, tornati tutti più o meno sobri, lasciano Pamplona; Brett sembra essersi innamorata di un giovane torero di nome Pedro Romero (che ha sedotto all'Hotel Montoya) e se ne va con lui, mentre Mike, Bill e Jake si spostano insieme in direzione di Bayonne, dove poi si separano. Mike non ha più soldi e va ospite sulla costa, Bill ritorna a Parigi e Jake decide di rimanere ancora alcuni giorni a San Sebastián, nel nordest della Spagna.

A San Sebastián egli ritrova la calma, ma, mentre è in procinto di tornare a Parigi, arriva un telegramma da Madrid da parte di Brett, la quale afferma di avere bisogno di lui. Jake la raggiunge e la trova sola e serena in un albergo economico senza più alcun soldo; è però riuscita a mandare via il torero - anche se l'amava - perché ha capito di non poter sposare nessuno senza distruggerlo, e non voleva pertanto fargli del male. Jake e Brett sono così nuovamente insieme, anche se sanno che a Parigi tutto tornerà come prima e che tra di loro non avrebbe mai potuto funzionare.

## Personaggi
Jacob Barnes
Il narrante della storia, americano, chiamato da tutti Jake, reduce di guerra, da cui ha riportato gravi lesioni fisiche che lo hanno reso impotente. Pur amando con tutte le sue forze Brett, finge indifferenza; cerca pertanto di trovare conforto nel lavoro, nelle corride e soprattutto nelle bevute, di cui è un grande appassionato.
Lady Brett Ashley
Oggetto del desiderio di molti tra i personaggi maschili, ama Jake, con cui si ubriaca quando si sente infelice; ha molte avventure che durano una sola notte, anche se ufficialmente rimane fidanzata con Michael.
Robert Cohn
Di famiglia ebraica, viene presentato con un forte complesso d'inferiorità che ha sviluppato a causa dello stigma sociale, ma lo compensa cercando di diventare un grande pugile. Cortese e timido, di carattere abbastanza introverso, riceve continui insulti, in particolare da parte della moglie, senza mai reagire: si rifugia così nei suoi sogni di viaggi e nella fama letteraria. A seguito della sua relazione con Brett diventa oggetto dell'odio degli altri, che iniziano a chiamarlo "sporco ebreo".
Frances
Pretendente moglie di Robert alquanto gelosa.
Michael Campbell
Scozzese, anche lui un reduce di guerra come Jake. Anche se cerca di nascondere il disprezzo che sente nei confronti di Robert, quest'ultimo esplode immancabilmente ogni volta che è ubriaco.
Bill Gorton
Vecchio amico di Jake, spesso risulta essere il più giocoso e stravagante della compagnia.
Pedro Romero
Un matador appena diciannovenne che Brett riesce facilmente a portarsi a letto. Dopo la festa di Pamplona i due fuggono assieme, abbandonando il gruppo; ma a Madrid Brett lo lascerà, preso atto dell'impossibilità di un rapporto stabile.
Zizi
Amico greco, pittore e scultore, che in verità tutti hanno piuttosto in antipatia.
Conte Mippipopolous
Amico di Zizi, gentile e disponibile.

## Trasposizione cinematografica
- Il sole sorgerà ancora (The Sun Also Rises) diretto da Henry King (1957)

## Edizioni italiane
- E il sole sorge ancora, traduzione di Rosetta Dandolo, Milano-Roma, Jandi Sapi, 1944.
- Fiesta, traduzione di Giuseppe Trevisani, Collana I Coralli n.16, Torino, Einaudi, 1946,  p. 334. - Collana Il bosco n.15, Mondadori, 1957 - Collana Gli Oscar settimanali n.38, Mondadori, 1966; Collana Nuovi Coralli, Einaudi, 1973.
- Fiesta (Il sole sorge ancora), traduzione di Vanni De Simone, Prefazione di Bruno Traversetti, Collana Grandi Tascabili Economici n.30, Roma, Newton Compton, 1989.
- Fiesta, traduzione di Ettore Capriolo, Introduzione di Vincenzo Mantovani, Collana Oscar Narrativa n.354, Milano, Mondadori, 1990. - a cura di Fernanda Pivano, in Romanzi, vol. I, Collana I Meridiani, Mondadori, 1992, ISBN 978-88-043-5736-0.
- Il sole sorgerà ancora, traduzione di A. Montemagni, Collana Highlander, Massa, Edizioni Clandestine, 2022, ISBN 979-12-598-7044-5.
- Fiesta, Collana Narramondo n.3, Milano, GM Libri, 2022, ISBN 978-88-552-8012-9.

## Curiosità
- Il libro è presente nella biblioteca magica della famiglia Addams nel primo film.